# Olympische Sommerspiele 2004/Teilnehmer (Estland)
| Gelbes Symbol für Goldmedaillen mit stilisierten Olympischen Ringen | Graues Symbol für Silbermedaillen mit stilisierten Olympischen Ringen | Braundes Symbol für Bronzemedaillen mit stilisierten Olympischen Ringen |
| ------------------------------------------------------------------- | --------------------------------------------------------------------- | ----------------------------------------------------------------------- |
| —                                                                   | 1                                                                     | 2                                                                       |

Estland nahm an den Olympischen Sommerspielen 2004 in der griechischen Hauptstadt Athen mit 42 Athleten, 11 Frauen und 31 Männern, teil.
Seit 1920 war es die neunte Teilnahme Estlands bei Olympischen Sommerspielen.

## Flaggenträger
Der Zehnkämpfer Erki Nool trug die Flagge Estlands während der Eröffnungsfeier im Olympiastadion; bei der Schlussfeier wurde sie vom Ruderer Jüri Jaanson getragen.

## Medaillengewinner
Mit einer gewonnenen Silber- und zwei Bronzemedaillen belegte das Team Platz 64 im Medaillenspiegel.

### Silber
| Name         | Sportart | Wettkampf |
| ------------ | -------- | --------- |
| Jüri Jaanson | Rudern   | Einer     |

### Bronze
| Name               | Sportart       | Wettkampf     |
| ------------------ | -------------- | ------------- |
| Indrek Pertelson   | Judo           | Schwergewicht |
| Aleksander Tammert | Leichtathletik | Diskuswurf    |

## Teilnehmer nach Sportarten

### Judo
- Aleksei Budõlin
Halbmittelgewicht: 2. Runde

- Indrek Pertelson
Schwergewicht: Bronze

### Leichtathletik
- Pavel Loskutov
Marathon: 26. Platz

- Tarmo Jallai
110 Meter Hürden: Vorläufe

- Lauri Leis
Dreisprung: 33. Platz in der Qualifikation

- Taavi Peetre
Kugelstoßen: 26. Platz in der Qualifikation

- Aleksander Tammert
Diskuswurf: Bronze

- Gerd Kanter
Diskuswurf: 19. Platz in der Qualifikation

- Andrus Värnik
Speerwurf: 6. Platz

- Erki Nool
Zehnkampf: 8. Platz

- Indrek Turi
Zehnkampf: 23. Platz

- Kristjan Rahnu
Zehnkampf: Wettkampf nicht beendet

- Egle Uljas
Frauen, 400 Meter: Halbfinale

- Jane Salumäe
Frauen, Marathon: 44. Platz

- Eha Rünne
Frauen, Diskuswurf: 37. Platz in der Qualifikation

- Moonika Aava
Frauen, Speerwurf: 33. Platz in der Qualifikation

### Radsport
- Janek Tombak
Straßenrennen: 61. Platz

- Erki Pütsep
Straßenrennen: Rennen nicht beendet

- Andrus Aug
Straßenrennen: Rennen nicht beendet

- Jaan Kirsipuu
Straßenrennen: Rennen nicht beendet

- Sigvard Kukk
Mountainbike, Cross Country: 41. Platz

- Maaris Meier
Frauen, Straßenrennen: Rennen nicht beendet

### Ringen
- Tarvi Thomberg
Halbschwergewicht, griechisch-römisch: 19. Platz

### Rudern
- Jüri Jaanson
Einer: Silber

- Leonid Gulov
Doppelzweier: 4. Platz

- Tõnu Endrekson
Doppelzweier: 4. Platz

- Oleg Vinogradov
Doppelvierer: 9. Platz

- Igor Kuzmin
Doppelvierer: 9. Platz

- Andrei Šilin
Doppelvierer: 9. Platz

- Andrei Jämsä
Doppelvierer: 9. Platz

### Schießen
- Andrei Inešin
Skeet: 21. Platz

### Schwimmen
- Danil Haustov
50 Meter Freistil: 49. Platz
100 Meter Freistil: 37. Platz

- Aleksandr Baldin
100 Meter Brust: 49. Platz
200 Meter Brust: 32. Platz

- Triin Aljand
Frauen, 50 Meter Freistil: 26. Platz

- Jana Kolukanova
Frauen, 100 Meter Freistil: 37. Platz

- Elina Partõka
Frauen, 200 Meter Freistil: 28. Platz

- Jelena Petrova
Frauen, 800 Meter Freistil: 23. Platz

### Segeln
- Imre Taveter
Finn-Dinghy: 25. Platz

### Tennis
- Kaia Kanepi
Einzel: 33. Platz
Doppel: 17. Platz

- Maret Ani
Doppel: 17. Platz

### Triathlon
- Marko Albert
Olympische Distanz: 21. Platz